# ماري باكلاند
ماري مورلاند باكلاند (بالإنجليزية: Mary Buckland)‏ (20 تشرين الثاني 1797 – 30 تشرين الثاني 1857)  عالمة مستحاثات إنكليزية وعالمة أحياء بحرية ورسامة علمية.

## بداية الحياة والعائلة
وُلدت باكلاند عام 1797 في شيبستيد هاوس، أبينغدون لبنيامين مورلاند  الذي كان يعمل محامياً وتوفيت أمها هارييت باستر مورلاند حينما كانت طفلة وتزوج أبوها مرة ثانية فأنجب عائلة كبيرة نصفها ذكور ونصفها إناث. تعلمت في ساوثمبتون وأمضت جزءاً من طفولتها تحت رعاية السير كريستوفر بيج وهو أستاذ جامعي يشغل أحد الكراسي الملكية بجامعة أوكسفورد في علم التشريح مع زوجته اللذان دعما اهتمامات باكلاند العلمية.
في أواسط سنوات مراهقتها اهتمت بالدراسات التي أجراها جورج كوفييه وقدمت له عينات ورسومات. أسست باكلاند اسماً لنفسها كرسامة تصاميم ساعدت كوني بير وكوفييه وأصبحت زوجة لويليام باكلاند.
التقت تشان وكاثرين هول عام 1983 وبدأتا العمل على مشاريع مشتركة. أنشئتا عرضاً تقديمياً عن السحاقيات الآسيويات في التاريخ والأدب والذي عُرض في الثمانينات. اعتُبر عرضهما التقديمي عن تاريخ السحاقيات الآسيويات «منحة أهلية» من قبل بولي ذيستيلويت. أعطى عرضهما التقديمي السحاقيات «نطاقاً أوسع لأنفسهن كآسيويات وساكنات جز المحيط الهادي وكأشخاص ملونين في أمريكا وكسحاقيات».
كذلك عام 1983 شكلت تشان وهول جمعية السحاقيات الآسيويات للساحل الشرقي. وتشكلت هذه المجموعة استجابة لمجتمع الميم الأبيض والذكوري بشدة حينها وقدمت مكان دعم للسحاقيات. شاركت جمعية السحاقيات الآسيويات للساحل الشرقي عام 1989 في مسيرة مجتمع الميم في واشنطن للمطالبة بحقوهن المدنية. خلال عملية تنظيم المسيرة اتصلت تشان بمجموعات أخرى للسحاقيات الآسيويات الأمريكيات. شكلت هذه المجموعات مع جمعية السحاقيات الآسيويات للساحل الشرقي شبكة سحاقيات الهادي الآسيوية (التي دعيت فيما بعد شبكة السحاقيات وثنائيي الجنس الهادي الآسيوية). في عام 1994 شاركت جمعية السحاقيات الآسيويات للساحل الشرقي في إحياء الذكرى 25 لأعمال شغب ستونوول.

## الزواج
وفقاً لكارولين فوكس فقد التقت باكلاند بزوجها ويليام باكلاند بالطريقة التالية:
كان كلاهما مسافراً في مقاطعة دورست وكان كل منهما يقرأ مجلداً سميكاً جديداً لعالِم الطبيعة جورج كوفييه ودخلا في محادثة كان منحاها متميزاً جداً فصرخ الدكتور باكلاند «يجب أن تكوني الآنسة مورلاند التي أنا بصدد إيصال رسالة التقديم الخاصة بها» وقد كان محقاً وأصبحت بعدها السيدة باكلاند (أي زوجته).
في عام 1825  تزوجت ماري من باكلاند الذي أصبح لاحقاً عميداً لويستمنستر وكان شهر عسلهما هو رحلة جيولوجية امتدت لسنة شملت زيارات لعلماء جيولوجيا ومواقع جيولوجيا في أوروبا. كان لديهما تسعة أولاد ومنهم فرانك باكلاند والكاتبة إليزابيث أوك باكلاند غوردون. شاهد الأولاد مجموعة والديهم من المستحاثات من أوائل عمرهم وبعمر 4 سنوات كان فرانك قادرا على تمييز الفقاريات من الأكثيوسور ichthyosaurus بنجاح. دعمت باكلاند نشاطات زوجها وبنفس الوقت وازنت وقتها بين المساعدة في التدريس وتعليم أطفالها. أمضت كذلك وقتها مشجعة التعليم في القرى. خلال زواجها كانت رغبتها لمواصلة العلم محدودة بسبب رفض زوجها إشراك النساء في النشاطات العلمية.
قال ابنها الأكبر فرانكما يلي عن أمه لمساهمتها في عمل باكلاند (أبوه):
لم تكن فقط ورعة وودودة ومساعدة ممتازة لأبي وإنما موهوبة بطبيعتها بطاقات ذهنية عظيمة وعادات المثابرة والترتيب ويقويها محاكمة ممتازة وبذلك ساعدت زوجها جداً في أعماله الأدبية وغالباً ما أضفت عليها رونقاً لا يقل مكانة عن استحقاقهما... ولم تقم بمساعدتها الكبيرة باستخدام قلمها فحسب وإنما بمهارتها الفطرية في استعمال قلم الرصاص التي سمحت لها بإعطاء توصيفات دقيقة ورسوم بهية.... كانت ذكية تحديداً وأنيقة في ترميم المستحاثات المحطمة... وكانت مهنتها أيضاً عنونة العينات.

## أواخر الحياة
في عام 1842 مرض زوج باكلاند وبدأت تتراجع قدراته العقلية وأرسل إلى مصح جون بوش العقلي في شافام بلندن. وبعد ذلك بقليل تقاعدت ماري إلى سانت ليونارد على البحر واستمرت بإظهار الاحترام لدراسات زوجها. ماتت ماري في ليوناردس، سوسيكس ودُفنت في إي سليب، مقاطعة أكسفورد. جمعت ماري باكلاند مجموعة واسعة من المستحاثات والعينات الأخرى ودرَّست في مدرسة القرية في إي سليب قرب منزل عائلتها الريفي حيث توفيت فيه في 30 تشرين الثاني عام 1853.

## المسيرة المهنية
بدأت ماري باكلاند مسيرتها كمراهقة تنتج الرسومات وتقدم العينات لجورج كوفييه المعترف به كمؤسس لعلم المستحاثات إضافة إلى الجيولوجي البريطاني ويليام كونيبيير. صنعت نماذج مستحاثات وعنونت مستحاثات لمتحف التاريخ الطبيعي لجامعة أوكسفورد ودرست الحيوانات النباتية البحرية وأصلحت مستحاثات محطمة بموجب تعليمات زوجها.
ساعدت ماري باكلاند زوجها جداً من خلال كتابة ما أملاه عليها وتحريره وإنتاج رسومات دقيقة لكتبه وأخذ الملاحظات عن مشاهداته وكتابة الكثير منها بنفسها. أكثر ما ظهرت مهاراتها كفنانة في كتاب السيد باكلاند المليء بالرسوم الطوفان المتبقي Reliquiae diluvianae المنشور عام 1823 وكتابه علم الجيولوجيا والمعادن Geology and Mineralogy عام 1836. لاحظ ابنها أنها كانت تحديداً «أنيقة وذكية في ترميم المستحاثات» وصب الاسمنت المتطور ومساعدة ويليام باكلاند في تجاربه لمعرفة تسلسل المستحاثات وغيرها الكثير. ساعدته حينما فُوِّض ليساهم في مجلد في أطروحات بريدج ووتر The Bridgewater Treatises.
رغم أن ماري باكلاند كانت عليلة بعد وفاة زوجها، إلا أنها أكملت عمل زوجها أسست فرعاً لبحثها الخاص وهو فحص الأشكال البحرية الحية بالميكروسكوب مع ابنتها كارولين ومصنفة لمجموعة كبيرة من الكائنات البحرية والإسفنج التي جمعتها خلال زياراتها لجزر قنوات غيرنسي وسارك مع زوجها. حفظت معظم مستحاثاتها المرممة في متحف التاريخ الطبيعي لجامعة أوكسفورد.